# Dienerella ovata
Dienerella ovata es una especie de coleóptero de la familia Latridiidae.

## Distribución geográfica
Habita en el oeste de Bengala.